# Malajzia államai és szövetségi területei
Malajzia 13 szövetségi államból és 3 szövetségi területből áll. Tizenegy állam és két szövetségi terület található a Maláj-félszigeten, amelyeket együttesen Nyugat-Malajziának is neveznek. Két állam és egy szövetségi terület van Borneó szigetén, amelyeket Kelet-Malajziának vagy Maláj Borneónak is neveznek.
| Perlis Kedah Pinang Kelantan Terengganu Perak Selangor Negeri Sembilan Melaka Johor Pahang Sarawak Sabah Labuan Kuala Lumpur Putrajaya Nyugat-Malajzia Kelet-Malajzia Kék: államok Piros: szöv. terület Dél-kínai-tenger Malaka- szoros Thai-öböl Sulu-tenger Celebesz-tenger Brunei Indonézia Szingapúr Thaiföld |

## Államok
| zászló                  | címer                           | állam                        | főváros          | uralkodói főváros | népesség (2015) | terület (km²) | rendszám | tel. kód                       | rövidítés | ISO   | FIPS | HDI   | régió           |
| ----------------------- | ------------------------------- | ---------------------------- | ---------------- | ----------------- | --------------- | ------------- | -------- | ------------------------------ | --------- | ----- | ---- | ----- | --------------- |
| Flag of Johor           | Coat of arms of Johor           | Johor Darul Ta'zim           | Johor Bahru      | Muar              | 3,553,600       | 19,210        | J        | 07, 06                         | JHR       | MY-01 | MY01 | 0.733 | Maláj-félsziget |
| Flag of Kedah           | Coat of arms of Kedah           | Kedah Darul Aman             | Alor Setar       | Anak Bukit        | 2,071,900       | 9,500         | K        | 04                             | KDH       | MY-02 | MY02 | 0.670 | Maláj-félsziget |
| Flag of Kelantan        | Coat of arms of Kelantan        | Kelantan Darul Naim          | Kota Bharu       | Kota Bharu        | 1,718,200       | 15,099        | D        | 09                             | KTN       | MY-03 | MY03 | 0.659 | Maláj-félsziget |
| Flag of Malacca         | Coat of arms of Malacca         | Melakka                      | Melakka          | -                 | 872,900         | 1,664         | M        | 06                             | MLK       | MY-04 | MY04 | 0.742 | Maláj-félsziget |
| Flag of Negeri Sembilan | Coat of arms of Negeri Sembilan | Negeri Sembilan Darul Khusus | Seremban         | Seri Menanti      | 1,098,400       | 6,686         | N        | 06                             | NSN       | MY-05 | MY05 | 0.739 | Maláj-félsziget |
| Flag of Pahang          | Coat of arms of Pahang          | Pahang Darul Makmur          | Kuantan          | Pekan             | 1,623,200       | 36,137        | C        | 09, 03 (Genting), 05 (Cameron) | PHG       | MY-06 | MY06 | 0.705 | Maláj-félsziget |
| Flag of Perak           | Coat of arms of Perak           | Perak Darul Ridzuan          | Ipoh             | Kuala Kangsar     | 2,477,700       | 21,035        | A        | 05                             | PRK       | MY-08 | MY07 | 0.719 | Maláj-félsziget |
| Flag of Perlis          | Coat of arms of Perlis          | Perlis Indera Kayangan       | Kangar           | Arau              | 246,000         | 821           | R        | 04                             | PLS       | MY-09 | MY08 | 0.714 | Maláj-félsziget |
| Flag of Penang          | Coat of arms of Penang          | Pinang                       | George Town      | -                 | 1,663,000       | 1,048         | P        | 04                             | PNG       | MY-07 | MY09 | 0.773 | Maláj-félsziget |
| Flag of Sabah           | Coat of arms of Sabah           | Sabah                        | Kota Kinabalu    | -                 | 3,543,500       | 73,631        | S        | 087-089                        | SBH       | MY-12 | MY16 | 0.643 | Borneó          |
| Flag of Sarawak         | Coat of arms of Sarawak         | Sarawak                      | Kuching          | -                 | 2,636,000       | 124,450       | Q        | 081-086                        | SWK       | MY-13 | MY11 | 0.757 | Borneó          |
| Flag of Selangor        | Coat of arms of Selangor        | Selangor Darul Ehsan         | Shah Alam        | Klang             | 5,874,100       | 8,104         | B        | 03                             | SGR       | MY-10 | MY12 | 0.810 | Maláj-félsziget |
| Flag of Terengganu      | Coat of arms of Terengganu      | Terengganu Darul Iman        | Kuala Terengganu | Kuala Terengganu  | 1,153,500       | 13,035        | T        | 09                             | TRG       | MY-11 | MY13 | 0.730 | Maláj-félsziget |

## Szövetségi területek
| zászló               | címer                | állam        | főváros      | uralkodói főváros | népesség (2015) | terület (km²) | rendszám | te. kód | röv. | ISO   | FIPS | HDI   | régió           |
| -------------------- | -------------------- | ------------ | ------------ | ----------------- | --------------- | ------------- | -------- | ------- | ---- | ----- | ---- | ----- | --------------- |
| Flag of Kuala Lumpur | Seal of Kuala Lumpur | Kuala Lumpur | Kuala Lumpur | -                 | 1,768,000       | 243           | W / V    | 03      | KUL  | MY-14 |      | 0.795 | Maláj-félsziget |
| Flag of Labuan       | Seal of Labuan       | Labuan       | Victoria     | -                 | 96,800          | 91            | L        | 087     | LBN  | MY-15 | MY15 | -     | Borneó          |
| Flag of Putrajaya    |                      | Putrajaya    | Putrajaya    | -                 | 88,300          | 49            | T / F    | 03      | PJY  | MY-16 |      | -     | Maláj-félsziget |

## Fordítás
- Ez a szócikk részben vagy egészben  a   States and federal territories of Malaysia című angol Wikipédia-szócikk fordításán alapul.  Az eredeti cikk szerkesztőit annak laptörténete sorolja fel. Ez a jelzés csupán a megfogalmazás eredetét és a szerzői jogokat jelzi, nem szolgál a cikkben szereplő információk forrásmegjelöléseként.